# 日置市立上市来中学校
日置市立上市来中学校（ひおきしりつ かみいちきちゅうがっこう）は、鹿児島県日置市東市来町養母にあった市立中学校。

## 概要
各学年1学級の小規模校である（令和元年現在）。

## 歴史
1947年（昭和22年）に東市来町立上市来中学校として設置された。1953年（昭和28年）には校舎が大火によって全焼し、1954年（昭和29年）に復旧した。2005年（平成17年）に東市来町が日置市となり、日置市立上市来中学校となった。2023年に生徒数減少により日置市立東市来中学校へと統合された。